# Gourock Outdoor Pool

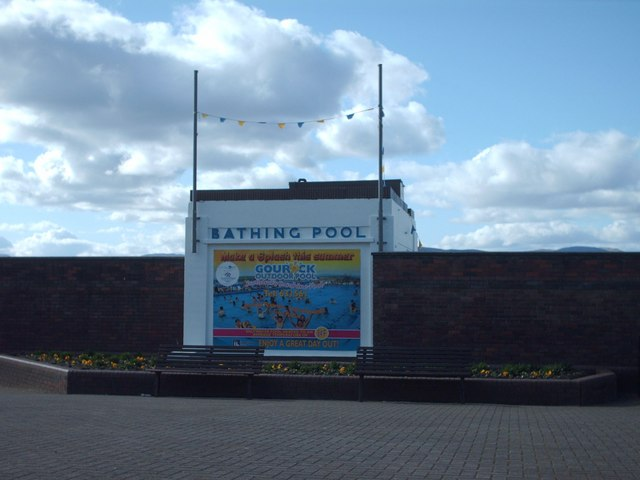
Außenansicht

Der Gourock Outdoor Pool ist ein Meerwasserschwimmbad in der schottischen Stadt Gourock in Inverclyde. Es ist das älteste beheizte Schwimmbad in Schottland.

## Beschreibung
Das Schwimmbecken des Gourock Outdoor Pool ist 33,3 Meter lang, 15 Meter breit und an der tiefsten Stelle 3,5 Meter tief.
Das Becken ist beheizt und wird mit Meerwasser aus dem Firth of Clyde befüllt. Das Wasser wird gefiltert, gereinigt und auf eine Temperatur von 29° Celsius beheizt. Zur Ausstattung gehören eine Sporthalle, ein Sprungturm, ein Kinderbecken und ein kostenloser Parkplatz. Das Schwimmbad ist von Mai bis zur ersten Woche im September geöffnet und wird von Inverclyde Leisure geführt.

## Geschichte
Das Freibad in Gourock wurde 1909 eröffnet und die Heizung wurde 1969 installiert.
Am Ende der Badesaison 2010 wurde das Schwimmbad für umfangreiche Umbaumaßnahmen geschlossen, die noch 2011 abgeschlossen werden konnten. Die Umkleidekabinen wurden durch ein modernes Freizeitzentrum mit einer Sporthalle ersetzt. Für einen barrierefreien Zugang führt nun ein Lift vom Eingang auf Straßenniveau hinunter zu den neuen Umkleidekabinen und dem überarbeiteten Schwimmbecken.